# Illustre (1750)
Pour les autres navires du même nom, voir Illustre.
L’Illustre était un vaisseau à deux ponts portant 64 canons, construit par P. Salinoc à Brest en 1749, et lancé en 1750. Il fut mis en chantier pendant la vague de construction qui sépare la fin de guerre de Succession d'Autriche (1748) du début de la guerre de Sept Ans (1755). Il participa à de nombreuses actions lors de ce conflit et fut retiré du service en 1761.

## Caractéristiques générales
L’Illustre était un bâtiment moyennement artillé mis sur cale selon les normes définies dans les années 1730-1740 par les constructeurs français pour obtenir un bon rapport coût/manœuvrabilité/armement afin de pouvoir tenir tête à la marine anglaise qui disposait de beaucoup plus de navires. Il faisait partie de la catégorie de vaisseaux dite de « 64 canons » dont le premier exemplaire avait été lancé en 1735 et qui fut suivi par plusieurs dizaines d’autres jusqu’à la fin des années 1770, époque où ils furent définitivement surclassés par les « 74 canons. »
Sa coque était en chêne, son gréement en pin, ses voiles et cordages en chanvre. Il était moins puissant que les vaisseaux de 74 canons car outre qu'il emportait moins d'artillerie, celle-ci était aussi pour partie de plus faible calibre, soit vingt-six canons de 24 livres sur sa première batterie percée à treize sabords, vingt-huit canons de 12 sur sa deuxième batterie percée à quatorze et dix canons de 6 sur ses gaillards. Cette artillerie correspondait à l’armement habituel des 64 canons. Elle était en fer, chaque canon disposant en réserve d’à peu près 50 à 60 boulets, sans compter les boulets ramés et les grappes de mitraille. 
Pour nourrir les centaines d’hommes qui composaient son équipage, c’était aussi un gros transporteur qui devait, selon les normes du temps, avoir pour deux à trois mois d'autonomie en eau douce et cinq à six mois pour la nourriture. C'est ainsi qu'il embarquait des dizaines de tonnes d’eau, de vin, d’huile, de vinaigre, de farine, de biscuit, de fromage, de viande et de poisson salé, de fruits et de légumes secs, de condiments, de fromage, et même du bétail sur pied destiné à être abattu au fur et à mesure de la campagne.

## Historique de la carrière du vaisseau
L’Illustre était commandé par le capitaine de Praslin-Choiseul lors de la campagne dans la flotte de 18 voiles de Dubois de La Motte en mai 1755 chargée de convoyer des renforts pour le Canada (11 transports et 4 frégates escortés par 3 vaisseaux). Il fut à cette occasion armé en flûte, c'est-à-dire réduit à 22 canons pour permettre le transport de 9 compagnies du régiment de Guyenne. La mission fut réussie malgré une tentative d'interception anglaise à l'aller, au large de Terre-Neuve. 
En 1756, l’Illustre passa sous les ordres du capitaine de Montalais. Il reçut de nouveau pour mission de transporter des renforts pour le Canada et fut encore une fois réduit en flûte avec deux autres vaisseaux et trois frégates. Il embarqua à cette occasion des régiments de La Sarre et du Royal-Roussillon. Il quitta Brest au début d'avril et ancra à Québec le 11 mai, débarquant avec succès les renforts puis passant à Louisbourg. Le retour fut plus difficile. Le 26 juillet, alors qu'elle venait de sortir de Louisbourg, la division croisa deux vaisseaux et deux corvettes anglaises. Les deux vaisseaux, qui portaient tous leurs canons, attaquèrent pendant plusieurs heures le navire-amiral français, le Héros qui n'en avait que 46 mais qui réussit à les repousser. L’Illustre, qui naviguait tout près, se montra incapable de venir soutenir son chef. Cette affaire valu à de Montalais d'être déferré à un conseil d'enquête à Brest, mais il réussit à se faire innocenter grâce à des témoignages de complaisance.
Envoyé en renfort pour les Indes, l’Illustre, commandé par le chevalier Jacques de Ruis-Embito, faisait partie de l'escadre de Froger de l'Éguille pour rejoindre d'Aché à l'Isle de France. Il participa le 11 septembre 1759, à la bataille de Pondichéry,.